# Musée des Métiers de l'imprimerie
Le musée des Métiers de l'imprimerie est un musée situé à Bordeaux, réalisé par la Maison des métiers de l'imprimerie de Bordeaux, installée 8-10 rue du Fort-Louis, à proximité de l'abbatiale Sainte-Croix, qui expose plus de cent soixante machines associées aux métiers de l'imprimerie, constituant la plus grande collection de ce type en France. Ces machines, construites durant la période 1800-1960, sont un témoignage important d'archéologie industrielle.
En août 2023, le musée ferme ses portes pour déménager ses 900 tonnes de matériel et libérer, à la fin de l'année 2023, les locaux, prêtés par la mairie, en vue de l'extension de l’École des Beaux-Arts voisine.

## Origine du musée
En 1979, Claude Chauffeteau a l’idée de créer un musée de l’imprimerie animé, pour sauvegarder la mémoire et les techniques de la profession de typographe. L'année suivante, en décembre 1980, une association loi de 1901 est fondée, dénommée Les Amis de l’Histoire et des Techniques de l’Imprimerie. À l'initiative de son maire, la ville de Bordeaux propose un local industriel désaffecté de 1 500 m2 aux 8-10 rue Fort-Louis pour abriter le futur musée.
| - Plaque d'inauguration. |

Ce bâtiment, construit vers 1920, était un atelier de torréfaction de café. À cette époque on dénombre à Bordeaux une vingtaine de « grilleries » qui travaillent pour une clientèle locale. Le traitement du café implique des opérations industrielles simples comme grillage ou trituration et surtout des mélanges. La brûlerie emploie une cinquantaine de personnes et l'atelier reste en activité jusque dans les années 1970. Ayant servi quelques années d'entrepôt, l'ancienne brûlerie est rachetée en 1986 par la commune de Bordeaux. Le musée est inauguré le 28 septembre 1987 par Jacques Chaban-Delmas, alors maire de Bordeaux.
Le bâtiment qui abrite le musée est inscrit dans l'Inventaire général du patrimoine culturel.

## Activités du musée
|  |

Le musée des Métiers de l'imprimerie témoigne de l'évolution de l'imprimerie et des industries graphiques qui ont constitué une activité industrielle importante.
L'établissement organise des animations. La plupart des appareils sont en état de fonctionnement et, lors des visites de groupes, des démonstrations sont faites sur le matériel du XIXe siècle, en typographie, lithographie, gravure sur bois, linogravure et reliure.
Le musée produit également des œuvres d'art sur commande avec des artistes.
Pendant trente-cinq ans, de nombreux créateurs sont venus réaliser des œuvres originales en lithographie et gravure.
Les artistes suivant ont contribué aux collections du musée : 
- Alfred
- L. Andrieux
- Azaradlo, Baudoin
- N. Bedout
- Bernard
- Bernadet
- Biz
- Bousaro
- F. Caudal
- F. Cervantès
- Charpentier
- Collassone
- D. Cortez
- N. Cottarel
- Couret
- Dauga
- C. Dauguet
- Dauvillier
- David
- Delaporte
- Delphine
- Delvallé
- Desseaux
- Dul
- Dune
- Dupouy
- Duval
- Édika
- Espiet
- Fanch
- Fournier
- Gaultier
- Genty
- Giraudeau
- Grandserre
- Y. Hamonic
- Jeff
- Jofo
- Kaminski
- Kirat
- Labèque
- M. Lacueille
- Lasserre
- A. Lepinay
- P. Leuquet
- F. Le Teich
- Lodereau
- Mandray
- Margaria
- Michel-Imbert
- Philippe Mohlitz
- Nadeau
- B. Olier
- Pendanx
- Bertrand Piéchaud
- Pier
- B. Privas
- D. Prudhomme
- S. Revel
- Ridel
- Rodrigue
- Saint-Martin
- A. Sarro
- Scanreigh
- Tanquerelle
- Tautü
- A. Théron
- Tieko
- Toumanian
- Van Kache
- Vasquez.

Le musée reproduit également des documents anciens à la demande, par exemple : 
- À l'occasion du bicentenaire de la Révolution française, en 1989, les Amis de l'Histoire et des Techniques de l'Imprimerie ont réalisé, à la demande de la municipalité, un recueil de fac-similés de documents de l'époque révolutionnaire à Bordeaux[5], dont deux pages :
  - Arrêté du Représentant Ysabeau supprimant la permanence de la guillotine sur la place Nationale (29 Thermidor an II).
  - Vue d'une séance du Club National de Bordeaux en 1794 (18 Messidor an II).

| - Arrêté - Club National de Bordeaux |

- Des reproductions lithographiques de deux dessins de Romanin[6] (pseudonyme de Jean Moulin) : Le marin aux trois filles et Bar à Montparnasse, dont les originaux proviennent du Musée des Beaux-Arts de Béziers.

- Pour célébrer les quarante ans du musée, en août 2020, l'association AMHITEIM imprime une affiche inédite de Henri de Toulouse-Lautrec, Au Bal des Étudiants, Bordeaux 1900. L'affiche lithographiée en trois couleurs (noire, rouge et jaune), sur papier BFK rives 250 g est éditée à 100 exemplaires.

| - Au Bal des Étudiants - Mathilde Cocyte dans La Belle Hélène |

L'artiste Van Khache a exécuté la saisie du dessin de Toulouse-Lautrec sur pierre lithographique et MM. Froumenty et Chauffetau ont exécuté le tirage en utilisant une des presses anciennes du musée.
En septembre 1900, après un séjour de cinq mois à Taussat sur le bassin d'Arcachon, Toulouse-Lautrec loue un appartement à Bordeaux, 66 rue de Caudéran, et par l'intermédiaire de la galerie Imberti ,il a l'usage d'un atelier au 47 rue du Porte-Dijeaux.
Le peintre participe à la vie de Bordeaux : il expose à la Société bordelaise d'art moderne en décembre, reçoit la commande d'une affiche pour le bal des étudiants, l'un des évènements mondains de la saison hivernale. Au théâtre Français on donne La Belle Hélène avec Mathilde Cocyte dans le rôle titre.
La cantatrice fascine Toulouse-Lautrec (qu'il décrit comme une grasse putain dans une lettre à son ami Maurice Joyant, datée du 6 décembre 1900) et il la dessine dans le rôle d'Hélène ; elle est aussi l'inspiration pour l'affiche du bal des étudiants.

## L'imprimerie à Bordeaux

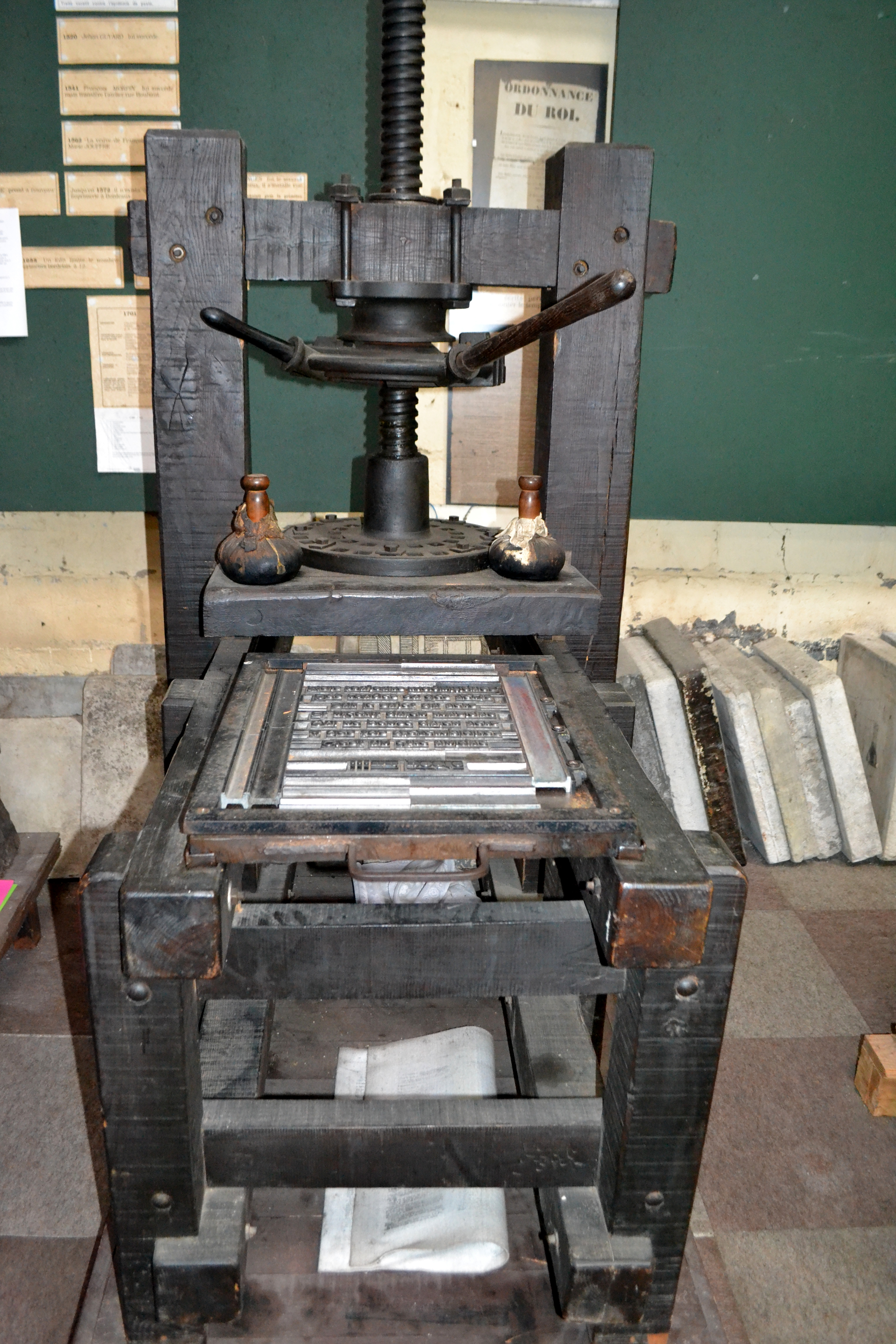
Réplique de la presse de Gutenberg.

Le développement de l'imprimerie à Bordeaux est assez tardif. Vers 1486-1487, la municipalité de Bordeaux subventionne un imprimeur allemand dénommé Svierler. L'entreprise périclite sans avoir imprimé aucun livre. On trouve trace de deux imprimeurs, Pierre David et Jean Baudin, vers 1508 et 1514,. Ils utilisent des presses de petites dimensions ne permettant que des travaux de peu d'importance. Il faut attendre 1517 pour voir un livre sortir des presses de Gaspard Philippe, un parisien installé à Bordeaux vers 1514.
Trois autres imprimeurs, Jehan Guyart, François Morpain et Pierre de Ladime suivent Gaspard Philippe. Ce dernier publie notamment L'Antiquité de Saintes d’Élie Vinet en 1571.
Mais leur production est assez réduite. Le premier imprimeur d'envergure à Bordeaux est Simon Millanges qui installe ses presses 12 rue Saint-James, en 1572.
Après la famille Millanges, le nombre d'imprimeurs à Bordeaux croît régulièrement. Un édit de 1688 limite leur nombre à 12. Mais on trouve plus de trente imprimeurs-libraires en 1701. Ernest Labadie en recense plus de trois cents entre 1486 et la fin du XVIIIe siècle, et plus de quatre cents en Gironde au cours du XIXe siècle.

Le début des Illusions perdues de Balzac décrit bien la situation : 

« À l’époque où commence cette histoire, la presse de Stanhope et les rouleaux à distribuer l’encre ne fonctionnaient pas encore dans les petites imprimeries de province. Malgré la spécialité qui la met en rapport avec la typographie parisienne, Angoulême se servait toujours des presses en bois, auxquelles la langue est redevable du mot faire gémir la presse, maintenant sans application. L’imprimerie arriérée y employait encore les balles en cuir frottées d’encre, avec lesquelles l’un des pressiers tamponnait les caractères. Le plateau mobile où se place la forme pleine de lettres sur laquelle s’applique la feuille de papier était encore en pierre et justifiait son nom de marbre. Les dévorantes presses mécaniques ont aujourd’hui si bien fait oublier ce mécanisme, auquel nous devons, malgré ses imperfections, les beaux livres des Elzévir, des Plantin, des Alde et des Didot. »

## Salle d'exposition
La salle d'exposition du musée abrite environ cent soixante machines associées aux métiers de l'imprimerie. Une grande partie de ce matériel provient des ateliers bordelais qui, s'étant modernisés, se sont séparés  de leurs anciennes machines. Plusieurs sont en état de fonctionner.
| - Salle d'exposition |

Cet espace d'exposition est divisé en plusieurs zones, chacune correspondant à un des métiers de l'imprimerie : composition, impression, lithographie, reliure.

### Composition
La première zone du musée est dédiée à la composition ; composition manuelle, mécanique et automatique.
| - Placement des lettres dans la casse - Casse remplie de caractères |

| - Un composteur - Une « forme » |

#### La composition manuelle
La composition typographique est une procédure manuelle qui régit l'imprimerie depuis l'époque de Gutenberg jusqu'au milieu du XIXe siècle : elle consiste à assembler les caractères individuellement pour former une ligne de texte, puis de ranger les lignes dans une « forme » pour constituer une page à imprimer. Gutenberg, qui invente les caractères mobiles métalliques (alliage de plomb, d'étain et d'antimoine) ainsi que la machine à épreuves, en 1450, apporte une véritable révolution dans l'art d'imprimer.
Les caractères individuels, moulés en plomb typographique, sont disposés dans une boîte à compartiments dite « casse ». Les majuscules sont placées dans les compartiments ou cassetins en « haut de casse ». Les minuscules et symboles de ponctuation en « bas de casse ». La disposition des caractères dans la casse ne suit pas un ordre alphabétique, mais la fréquence d'utilisation. Les cassetins sont plus au moins grands.
Les casses elles-mêmes, chacune dédiée à une fonte de caractères différente ( Gothique, Times, Didot, romain, italique, gras, etc.) sont rangées dans un meuble différent appelé rang.
Les lignes sont d'abord constituées dans un composteur,, et une fois terminée, la ligne est posée dans une galée pour constituer une page de texte. L'ensemble est mis dans un châssis et s'appelle une « forme ».
Ensuite l'imprimeur enduit la forme avec de l'encre, pose une feuille de papier dessus, puis appuie le papier contre la forme avec une presse pour imprimer la page.
Une fois que la totalité des pages sont imprimées, la distribution est la suite logique : elle consiste à remettre dans leurs casses et leurs cassetins respectifs les caractères qui ont été utilisés pour une impression afin qu'ils puissent servir à une nouvelle composition.
Cette procédure est très sujette à erreur : on peut très facilement remettre un caractère dans le mauvais cassetin, avec le risque d'une réutilisation malencontreuse par le typographe lors d'une future composition. D'où la nécessité de tirer une épreuve et d'une relecture par un prote. Malgré toutes les précautions, des erreurs d'impression n'étaient pas rares et plusieurs termes utilisées par les typographes sont entrés dans le langage populaire : bourdon ou coquille.
Pour gagner en vitesse de composition, l'Allemand Jean Becker utilise dès 1682 des groupes de lettres, syllabes, fondues en un seul bloc, appelées logotypes. En 1824, le Français B. Vinçard fait breveter une casse-tiroir pour ranger des logotypes. En 1812, l'Anglais Benjamin Forter cherche, sans résultats concluants, à fabriquer une machine reproduisant les gestes du compositeur typographe. D'autres essais infructueux sont faits, en 1822 par l'Américain William Church, en 1826 par le Français Robert Gaubert, en 1833 par le Hongrois Riguel (ou Rigl), en 1830 par les Français Tremblot-Lacroix et Ballanche.

#### La composition mécanique
Au cours du XIXe siècle, avec l'augmentation du nombre de livres publiés et surtout l'essor de la presse quotidienne, il faut mécaniser la composition, la composition manuelle étant trop lente.
Les premières machines à composer sont imaginées dès 1815. La tendance est aux machines avec un clavier qui commande la sélection du caractère par action sur une touche : le caractère se met en place dans un composteur, soit par gravité, soit par l’action d’un mécanisme ad hoc. Il y a plus de 300 brevets déposés, et beaucoup d'échecs. Mais, dans la seconde moitié du siècle, apparaissent des machines qui sont effectivement utilisées par les grandes imprimeries. Cependant, la distribution pose toujours un problème de lenteur et de source d'erreur.
Le principe qui l'emporte, vers la fin du XIXe siècle, est celui de machines qui moulent, à partir d'une matrice de caractères, soit un caractère, soit une ligne de caractères, puis fondent directement le ou les caractères. Après l'impression les blocs de caractères sont fondus et le métal réutilisé. Ainsi le problème de distribution est-il totalement éliminé.
Il y a deux grandes classes de machines à composer parmi les dizaines de marques produites :
| - La Linotype côté clavier - La Linotype côté fonderie |

- Linotype (1885) : En 1884, l'Allemand Ottmar Mergenthaler, horloger installé à New-York, met au point une machine assemblant, à l'aide d'un clavier, non plus des lettres mais des matrices (moules de lettres) pour former une ligne[23]. L'ensemble, présenté devant un moule où est coulé du métal en fusion (284 °C), fait ainsi la ligne en un seul bloc (dite ligne-bloc). Le premier modèle, en 1886, est dénommé la Blower-Linotype puis, par la suite, plus simplement Linotype (par contraction de line of type)[24]. La première Linotype à Paris apparaît chez Balitout en 1890. La Linotype est originale par la composition d'une ligne de texte à l'aide d'un clavier « azerty », par la fonte de la ligne-bloc et par la distribution des matrices resservant pour la suite de la composition.

Chaque frappe sur le clavier fait basculer une matrice en cuivre depuis un magasin ; chacune de ces matrices correspond à un caractère. Une fois qu'une ligne de matrices a été saisie, la machine coule du plomb typographique sur la ligne qui sert de moule. La machine crée ainsi une ligne typographique d'un seul tenant. Les lignes-blocs sont ensuite assemblées en une forme correspondant aux dimensions de la page, qu'il n'y a plus qu'à insérer dans une presse à imprimer traditionnelle.
Cette combinaison de machine à écrire et de micro-fonderie permet une composition accélérée et plus régulière des textes d’imprimerie que dans la typographie traditionnelle. La Linotype révolutionne l’édition en permettant à de petits ateliers de saisir des textes importants dans des délais raccourcis et rend possible l'énorme développement, autour de 1900, de la presse quotidienne en lui offrant une réactivité sans précédent. La Linotype permet de composer à la cadence de 8 000 à 10 000 signes/heure.
La Linotype, commercialisée par une société créée à cet effet (la Mergenthaler Linotype Company), règne sans partage dans l’imprimerie jusque dans les années 1960, époque à laquelle elle est remplacée par la photocomposition.
| - La Monotype - Machine de fonte des caractères |

- Monotype : Dans les années 1880, plusieurs prototypes de fondeuses sont développés. C'est l'ingénieur et avocat américain Tolbert Lanston (en), en 1887, qui prend le premier brevet pour une machine de ce type. Le nom de la fondeuse "Monotype" est déposé en 1892. Le modèle définitif, permettant une cadence de 8.000 à 10.000 signes/heures, est présenté au salon de Paris en 1900. À l'inverse de la Linotype, la Monotype fond des caractères mobiles, permettant des corrections manuelles sans avoir à refondre la ligne. Elle se compose de deux unités : un clavier "azerty", créant une bande perforée; un fondeuse qui fond les caractères mobiles à partir de la bande perforée. Contrairement à la Linotype, les étapes de composition et de fonte sont séparées. Le typographe saisit le texte sur un clavier, qui le convertit en un enregistrement par bande perforée. C'est aussi à ce niveau que la justification est résolue par l'opérateur.

La fondeuse est une machine séparée du clavier. À la différence de la Linotype, la Monotype ne coule pas des lignes-bloc, mais des caractères individuels, ce qui permet éventuellement d'intervenir encore en cas d'erreur de saisie. La bande perforée donne la dimension des espaces, ou « blancs typographiques » à couler. Il faut ensuite placer les caractères composant la ligne dans une galée pour former la ligne qui sera encrée.
Le plomb typographique en fusion produit des vapeurs nocives et peut provoquer des cas de saturnisme. Le fait de séparer le clavier de la fondeuse protège l'opérateur des effets délétères des vapeurs du creuset.
Un autre avantage de la Monotype réside dans la possibilité d'éditer le texte manuellement : en cas de faute de frappe, il est possible de remplacer manuellement un caractère fraîchement fondu par un autre. Si une ligne-bloc Linotype contenait une coquille, il fallait recommencer toute la ligne-bloc, voire toutes les lignes-blocs constituant la suite du paragraphe (si la correction initiale dépassait la longueur de la ligne-bloc incriminée). En revanche, la Monotype a l'avantage de produire des lignes formées de lettres séparées et justifiées faciles à empiler et à déplacer en cours de mise en page, ce qui rend ce procédé particulièrement utile dans la presse quotidienne. La Monotype est donc privilégiée dans l'édition d'ouvrages de qualité.

### Impression
Le musée expose des exemplaires de chaque catégorie de presses typographiques, sous diverses marques, couvrant la période 1450 1960. L'évolution des presses à imprimer est continue et multiforme sur une période de quatre siècles, les imprimeurs et les ingénieurs apportant chacun des améliorations techniques de l'existant. Les grandes classes de presse sont indiquées ci-dessous et des illustrations se trouvent sur la page Salle d'exposition de Commons.

#### La presse de typeGutenberg

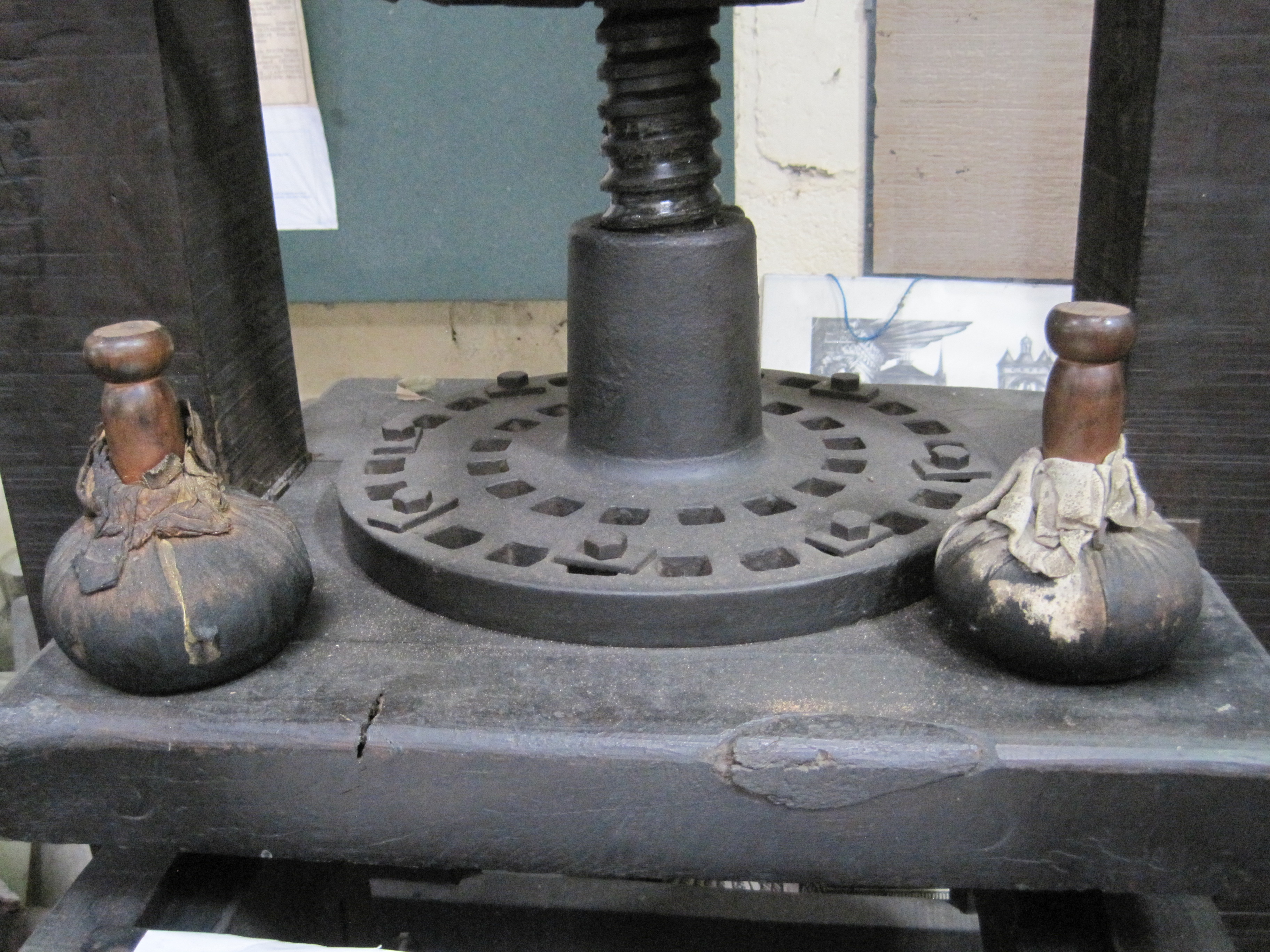
Balles d'imprimerie.

Gutenberg utilise une presse munie d'un chariot mobile et d'un châssis où est posée la feuille à imprimer. Il met au point le plomb typographique avec ses caractères mobiles et interchangeables, ainsi que l'encre typographique, à base d'huile. L'encrage des lettres de plomb se fait manuellement.
On utilise pour cela des balles : une pelote de crin, recouverte de cuir, souvent faite de peau de chien car l'animal ne transpirant pas, sa peau n'est pas poreuse. Pour nettoyer ces balles, des enfants grattaient l'encre avec leurs ongles. De là viendrait l'expression « les enfants de la balle ».
L'évolution technique de ce type de presse culmine avec :

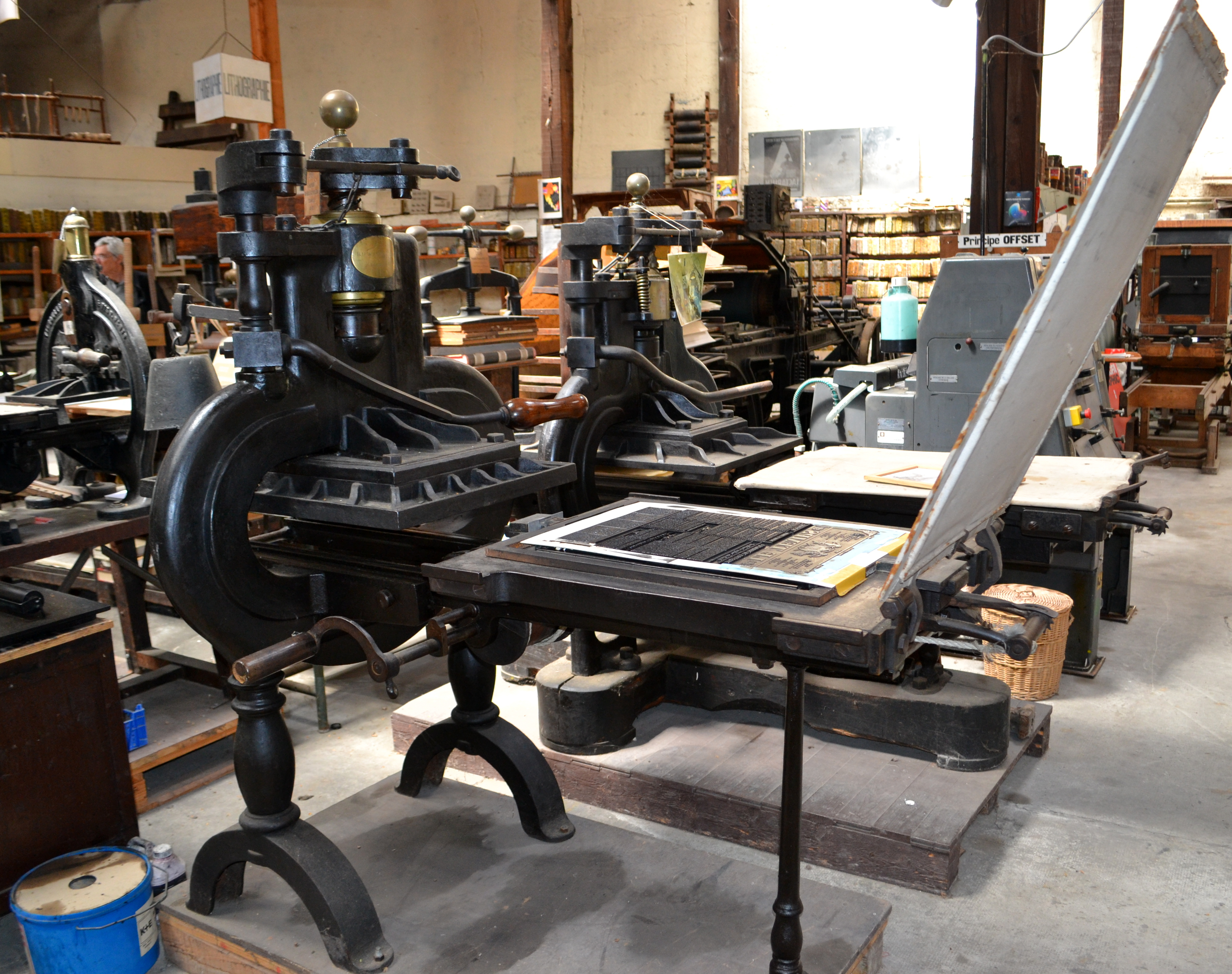
Presse de type Stanhope au corps en forme de lyre.

- La presse Stanhope : L'anglais Charles Stanhope met au point en 1795 la première presse totalement métallique qui se relève automatiquement grâce à un contrepoids et reste en usage pendant tout le XIXe siècle[27]. Le musée expose des exemplaires de presses à bras de type Stanhope de marque Baudie et Puyzarine, Frapié, Coisne. Gustave Gounouilhou a commencé à imprimer en 1854 le journal La petite Gironde avec trois presses Stanhope achetées pour cette occasion.
- La presse à platine actionnée par une pédale, un levier, puis par un moteur électrique, sert essentiellement aux travaux de petit format et se développe parallèlement. La forme est placée verticalement, elle est surmontée par un plateau encreur circulaire : un ou plusieurs rouleaux encreurs passent sur ce plateau enduits d'encre, puis sur la forme, et la platine portant la feuille de papier vient presser sur la forme. Inventée en Amérique par Geo P. Gordon, ce type de presse est lancé en France en 1869 par Stanislas Berthier & Durey sous le nom La Minerve. On parle couramment de ces presses sous le nom de Minerve ou de Pédale.

Le musée expose :
- des machines typographiques à platine « aile de moulin » de la marque : Original Heidelberg ;
- des presses à pédale de type « Minerve », Vitex-Landreau, Foulon-Langenhagen ;
- des presses à pédale de type « Phoenix » de la marque Deberny et Peignot.

#### Presse à cylindre
La presses à cylindre, inventée au début du XIXe siècle par Friedrich Koenig et Andreas Friedrich Bauer, réalise mécaniquement toutes les opérations effectuées jusque-là manuellement : encrage, marge de la feuille, impression, éjection de la feuille. Cette presse, initialement à vapeur, puis électrique, ouvre l'imprimerie à l'ère industrielle.

##### La presse «Simonne» de la marque Alauzet
| - Presse Alauzet, dite « Simonne » |

Pierre Alauzet, né en 1816, est un constructeur de presses grande format, établi à Paris en 1846 et mort en 1881. Les activités de son affaire sont continuées par sa veuve et ses deux fils Louis et Charles.
Simonne est le prénom de la petite fille du premier acquéreur de cette presse, en 1908. Elle est conçue sur mesure au début du XXe siècle et fait partie d'une série de sept grandes presses construites. Elle est la seule existante aujourd'hui. Trois exemplaires étaient installés à Bordeaux  à l’Imprimerie Péchade, (Jacqueline, Catherine et Simonne), devenue Imprimerie Delteil, pour l'impression des affiches. Simonne a fonctionné jusqu'en 1986.
- La presse, à arrêt de cylindre et de mouvement hypocycloïdal selon le principe de l'engrenage de La Hire, pèse 35 tonnes.
- Le marbre, de dimensions 135 × 217 cm est supporté par quatre bandes à galets.
- La marge manuelle (placement de la feuille de papier à imprimer) nécessite deux ouvriers margeurs.
- La réception du papier après l'impression nécessite deux personnes de plus.
- Un imprimeur conducteur surveille le fonctionnement, à la vitesse de 600 feuilles par heure.

#### La presse rotative
La rotative, inventée au milieu du XIXe siècle par l'américain Richard March Hoe, est une presse à cylindre dont la forme imprimante est fixée sur un cylindre rotatif. Le moule à partir duquel on coule du plomb est cintré pour s'adapter à un cylindre. Le mouvement rotatif est continu, fluide et rapide. L'impression est réalisée sur une bobine de papier continu (coupé en sortie de presse). Tous les journaux à grands tirages adoptent la rotative.

### Lithographie
La troisième zone du musée est dédiée à la lithographie. Mise au point dans les premières années du XIXe siècle, la lithographie est une technique d’impression qui permet la reproduction à de multiples exemplaires d’un tracé exécuté à l’encre ou au crayon sur une pierre calcaire.
L'image à imprimer est dessinée à l’envers (car c’est un procédé d’impression direct) sur la pierre lisse, dont le vrai nom est pierre Solenhofen, avec une matière hydrophobe. La pierre est légèrement humidifiée. L'encre, également hydrophobe, est appliquée sur la pierre avec une balle ou un rouleau. L'encre adhère uniquement sur l'image pour l'impression.
| - bibliothèque lithothéque - Presse lithographique |

La majorité des impressions lithographiques sont mono-couleur. Il est possible de produire des lithographes multicolores en utilisant autant de pierres qu'il y a de couleurs. La feuille à imprimer passe successivement dans une presse avec chacune des pierres encrées avec leur couleur spécifiques, dans un travail de grande précision.
| - Lithographe uni-couleur - Lithographie à 14 couleurs (1890) - Calendrier de la maison Wetterwald (1897) |

Les presses lithographiques anciennes du musée continuent à être utilisées pour le tirage des estampes et lithographies d'art sur commande avec les artistes et lors des ateliers organisés pendant les visites de groupes scolaires.
| - Atelier de lithographie |

#### Offset
L'offset  est un procédé d'impression qui améliore son ancêtre, la lithographie, en remplaçant la pierre lithographique par une plaque cintrable, adaptée à un cylindre, et l'ajout d'un blanchet autour d'un cylindre porte-blanchet (ou cylindre offset), entre le cylindre porte-plaque et le papier. Le procédé offset est devenu le procédé majeur d'impression professionnelle pour des publications en tous genres (presse quotidienne et périodique, publicité, livres, catalogues, brochures)  sur divers supports (papier, carton, polymère, métal).

### Reliure
La quatrième zone du musée est consacrée à la reliure. La reliure consiste à lier, à rassembler plusieurs feuilles d'un livre, pliées en « cahiers », de façon à permettre un usage durable et à lui donner une esthétique avenante. Elle se résume techniquement à la couture des cahiers, la pose de plats qui ne sont pas solidaires du corps d’ouvrage, et d’un matériau de couverture des plats.
En général, pour l'impression d'un livre, le texte est imprimé en forme de cahiers de huit pages, seize, vingt-quatre pages. La feuille de papier, imprimé sur les deux côtés, est ensuite pliée et la bordure extérieure coupée avec un Massicot.
Les cahiers qui constituent le livre sont ensuite cousus ensemble et les plats et couverture posés.
| - Forme pour cahier à huit pages - Feuille d'un cahier à 8 pages - Massicot |

| - Atelier de couture des cahiers - Outils de relieur - Presse de relieur - Livres terminés |

### Presse à copier
Avant l’invention du papier carbone ce type de presse était utilisé par tous ceux dont le métier nécessitait la reproduction de documents : notaires, commerçants qui devaient fournir à l’administration un double de leur comptabilité.
La presse à copier est composée d’une vis verticale à filet carré dont l’extrémité supérieure porte une barre horizontale. La rotation de la vis, entraînée par l’élan des deux bras fait descendre un plateau en fonte lui communiquant ainsi une forte pression.
|  |

Les écrits se font sur papier ordinaire : l’utilisateur écrit la lettre sur son papier habituel, avec un porte-plume et de « l’encre communicative » (encre ordinaire), mélangée de gomme et de sucre. La lettre est placée sous la page du cahier destiné à recevoir la copie. Cette page, en papier pelure, non encollée, préalablement humectée avec un pinceau, une éponge ou encore avec un mouilleur spécial, est séparée de la précédente par un papier huilé assez épais. Le cahier refermé est alors mis sous la presse. On tourne la poignée jusqu’à sentir une résistance, on laisse la pression quelques minutes, puis on desserre. Le cahier est ensuite retiré.
La lettre est imprimée sur le papier pelure humidifié sans détériorer l’original. La copie sèche très rapidement.